# 陸昇
陸昇（13世紀—14世紀），字彥升，廣西桂林府靈川縣人，明朝政治人物。

## 生平
陸昇是洪武二十六年（1393年）的舉人，授分宜縣丞，永樂年間改任臨高縣丞，為政公平勤慎、愛民如子，有循良聲譽，興建太平石橋便利人民；當時地方連年旱災，他焚香向天發誓，夜裡夢見老婦申冤，次日就抓獲一名自稱牙兵的永寧鄉人符儂審問，審訊後得知符儂是老婦的姪子，因未准承祧而謀殺對方，符儂被正法後天即下大雨，大學士解縉經過臨高，寫下《雪冤致雨卷》贈送給他，後官至興隆衛經歷。

## 引用
1. 1 2  光緒《臨高縣志·卷十一·宦績類》：陸昇，字彥升，廣西靈川舉人，永樂初由分宜縣丞轉補臨丞，公平勤慎、惠愛及民，創建太平石橋民咸利賴；時久旱，焚香誓天，夜夢老嫗訴冤，及明日獲有詐稱牙兵者詰之，即殺老嫗之符儂也，符係其姪，欲承祧而嫗不許，故謀殺之，即正其罪，天即大雨，解大學士縉過臨，為題《雪冤致雨卷》以贈之。
2. ↑  乾隆《靈川縣志·卷三》：明舉人……（洪武）二十六年癸酉科……陸昇 臨高縣丞
3. ↑  四庫全書《廣西通志·卷七十七·鄉賢》：陸昇，字彥升，靈川人，洪武中舉於鄉，受分水縣丞，永樂間改臨高有循良聲，時久旱，焚香祝天，夜夢老嫗訴寃，厥明獲詐稱牙兵者至詰之，永寧鄉符儂也，因得其殺伯母狀，寘之獄，天大雨。解學士縉過臨高為題《雪冤致雨卷》及《吟松詩》贈之，轉興隆（衛）經歷卒。 縣志